# Джонсон, Фабиан
Фа́биан Ма́рко Джо́нсон (нем. и англ. Fabian Marco Johnson; 11 декабря 1987, Мюнхен, ФРГ) — американский и немецкий футболист, защитник. Выступал за сборную США.
Фабиан является воспитанником команды «Мюнхен 1860», с 2005 по 2009 года провёл в этой команде более 100 матчей. В 2009 году пошёл на повышение в «Вольфсбург», однако в составе «волков» надолго не задержался, отправившись в 2011 году в «Хоффенхайм». С 2014 года являлся игроком «Боруссии Мёнхенгладбах».
Свою международную карьеру Фабиан начинал в составе юношеской сборной Германии до 17 лет, однако на взрослом уровне предпочел выступать в составе сборной США, в составе которой принял участие в мировом первенстве 2014 года.

## Биография
Фабиан родился и вырос в Мюнхене. Его отец был африканским военнослужащим США, который в свое время профессионально занимался баскетболом. Мать имела американские и немецкие корни, поэтому, когда незадолго до рождения отец был отправлен в командировку в Европу, он выбрал для проживания Германию. Именно здесь, в одной из роддомов Мюнхена родился Джонсон, который в будущем стал воспитанником и игроком местного «Мюнхена 1860». Однако первые шаги в футболе Джонсон делал в местной команде «Футбольные друзья Мюнхена». Он провёл здесь четыре года, после чего перекочевал в академию «Мюнхена».
Ещё десять лет обучения в стане «бело-голубых» помогли Джонсону раскрыть свой талант и получить вызов в основную команду, выступавшую тогда в высшей лиге. Но прежде американский футболист дебютировал в составе молодежки «Мюнхена», обитавшей в региональной лиге «ЮГ» до 23 лет. Впоследствии провёл здесь 43 матча, последний из которых был сыгран 17 ноября 2007 года.

## Клубная карьера
19 марта 2006 года Джонсон сыграл свой первый матч в основе «Мюнхена». Его дебют прошел в поединке Второй Бундеслиги против «Пандеборна» (0:1).
До конца сезона 2005/06 Фабиан ещё трижды вышел на замену, а уже с началом следующего сезона начал использоваться главным тренером Вальтером Шайкнером в качестве игрока основного состава. В течение следующих 4 лет провёл более 100 матчей, забил 4 гола.

### «Вольфсбург»
Летом 2009 года стал игроком «Вольфсбурга». В новой команде Джонсону приходилось бороться за место в основе с такими мастерами как Марсель Шефер и Саша Ритер. Лишь в середине сентября 2009 года Фабиан сыграл свой первый матч в футболке «волков», заменив на 76-й минуте Кристиана Гентнера. За весь сезон Джонсон был задействован лишь в десяти матчах Бундеслиги, в которых забил один гол. В следующем сезоне провёл ещё 6 матчей, 3 из которых начинал на скамейке запасных. Так и не сумев закрепиться в основе «Вольфсбурга», Фабиан сразу после открытия летнего трансферного окна 2011 года перешёл в «Хоффенхайм».

### «Хоффенхайм»
Для скромного «Хоффенхайма» это был первый сезон после возвращения в Бундеслигу. Он начался для команды просто отлично: 5 побед в 7 первых матчах. Фабиан при этом вышел в стартовом составе во всех семи встречах, отметившись 4 голевыми передачами и 1 голом. В конце сентября 2011 года Джонсон получил перелом ребра в столкновении с игроком «Майнца», из-за чего пропустил три недели. Вернувшись, защитник отметился голевой передачей в поединке против мёнхенгладбахской «Боруссии», а «Хоффенхайм» добился минимальной победы со счетом 1:0. До конца сезона провёл 29 матчей в рамках национального первенства Германии, забил 2 гола и отдал 8 голевых передач.
Новый сезон Бундеслиги Джонсон начал в стартовом составе, отметившись голами в двух сентябрьских матчах кряду (против «Ганновера» и «Штутгарта»). До конца сезона провёл 31 матч, забил ещё 2 мяча и был включен в символическую сборную Бундеслиги по версии болельщиков. Долгое время «Хоффенхайм» был близок к зоне еврокубков, однако в итоге финишировал на восьмом месте. Летом 2013 года талантливого игрока сборной США попытались купить ливерпульский «Эвертон», лондонский «Вест Хэм Юнайтед» и римский «Лацио». Однако руководство «Хоффенхайма» решило сохранить защитника у себя.
В сезоне 2013/14 «Хоффенхайм» прославился на всю Европу своим искрометным футболом. Команда часто забивала, но также часто пропускала. В первых четырёх матчах Бундеслиги с участием «сине-белых» было забито 24 гола. До конца сезона «Хоффенхайм» разыграл такие матчи как 4:4 с «Вердером», 1:5 с «Гамбургом», 2:6 со «Штутгартом», и 6:2 с «Вольфсбургом» Джонсон по ходу сезона выпал из стартового состава, однако затем вновь вернулся в основу и отметился пятью голевыми передачами.

### Боруссия (Мёнхенгладбах)
24 февраля 2014 года мёнхенгладбахская «Боруссия» объявила, что Джонсон после окончания сезона переедет в Гладбах на правах свободного агента и подпишет контракт на четыре года. 24 августа Фабиан сыграл первый матч в составе «жеребцов» против «Штутгарта». В этой игре он отметился голевой передачей, а игра завершилась домашней ничьей (1:1). Джонсон в дебютном сезоне помог команде завоевать бронзовые медали Бундеслиги, сыграв в 28 матчах. В апреле 2015 года стало известно, что американцем интересуется каталонская «Барселона».

## Международная карьера
В юношеских сборных Германии провёл 14 игр, привлекался в молодёжную сборную на матчи молодёжного первенства Европы 2009 года, где стал чемпионом. Также участвовал в различных квалификационных компаниях к чемпионам Европы до 17 и 19 лет, и выходил в финальную часть мирового первенства до 17 лет в 2004 году. В 2011 году Фабиан получил приглашение в сборную США. После недолгих раздумий Джонсон подал официальное заявление ФИФА о своем переводе в североамериканскую дружину Юргена Клинсмана.
Дебютировал в сборной США 11 ноября 2011 года в товарищеском поединке против французов (0:1). После не очень уверенного начала, Джонсон постепенно успел закрепиться на правом фланге обороны американцев и помог им пробиться в финальную стадию мирового первенства 2014 года. В рамках контрольного матча против Турции забил свой дебютный гол за сборную. На самом турнире Джонсон сыграл в четырёх матчах и помог команде выйти из группы смерти, где США противостояли такие соперники как Гана, Португалия и Германия. Однако в первом матче плей-офф против Бельгии Джонсон повредил заднюю поверхность бедра и был заменён уже на 32-й минуте.

## Статистика

### Клубная
| Выступление              | Выступление       | Выступление      | Лига | Лига | Кубок | Кубок | ЕвроКубок | ЕвроКубок | Итого | Итого |
| Клуб                     | Лига              | Сезон            | Игры | Голы | Игры  | Голы  | Игры      | Голы      | Игры  | Голы  |
| ------------------------ | ----------------- | ---------------- | ---- | ---- | ----- | ----- | --------- | --------- | ----- | ----- |
| Мюнхен 1860              | Вторая Бундеслига | 2005/06          | 4    | 0    | 0     | 0     | —         | —         | 4     | 0     |
| Мюнхен 1860              | Вторая Бундеслига | 2006/07          | 25   | 0    | 0     | 0     | —         | —         | 25    | 0     |
| Мюнхен 1860              | Вторая Бундеслига | 2007/08          | 28   | 2    | 0     | 0     | —         | —         | 28    | 2     |
| Мюнхен 1860              | Вторая Бундеслига | 2008/09          | 33   | 2    | 0     | 0     | —         | —         | 33    | 2     |
| Мюнхен 1860              | Итого             | Итого            | 90   | 4    | 0     | 0     | —         | —         | 90    | 4     |
| Вольфсбург               | Бундеслига        | 2009/10          | 10   | 1    | 0     | 0     | 1         | 0         | 11    | 1     |
| Вольфсбург               | Бундеслига        | 2010/11          | 6    | 0    | 1     | 0     | 0         | 0         | 7     | 0     |
| Вольфсбург               | Итого             | Итого            | 16   | 1    | 1     | 0     | 1         | 0         | 18    | 1     |
| Хоффенхайм               | Бундеслига        | 2011/12          | 29   | 2    | 4     | 1     | —         | —         | 33    | 3     |
| Хоффенхайм               | Бундеслига        | 2012/13          | 31   | 3    | 0     | 0     | —         | —         | 31    | 3     |
| Хоффенхайм               | Бундеслига        | 2013/14          | 27   | 0    | 1     | 0     | —         | —         | 28    | 0     |
| Хоффенхайм               | Итого             | Итого            | 87   | 5    | 5     | 1     | —         | —         | 92    | 6     |
| Боруссия (Мёнхенгладбах) | Бундеслига        | 2014/15          | 24   | 1    | 3     | 0     | 7         | 0         | 34    | 1     |
| Боруссия (Мёнхенгладбах) | Бундеслига        | 2015/16          | 26   | 6    | 3     | 0     | 5         | 2         | 34    | 8     |
| Боруссия (Мёнхенгладбах) | Итого             | Итого            | 50   | 7    | 6     | 0     | 12        | 2         | 68    | 9     |
| Всего за карьеру         | Всего за карьеру  | Всего за карьеру | 243  | 17   | 12    | 1     | 13        | 2         | 268   | 20    |

### Сборная
| Команда | Год   | Игр | Голы |
| ------- | ----- | --- | ---- |
| США     |       |     |      |
| 2011    | 2     | 0   |      |
| 2012    | 9     | 0   |      |
| 2013    | 8     | 0   |      |
| 2014    | 11    | 1   |      |
| 2015    | 13    | 1   |      |
| 2016    | 2     | 0   |      |
| Всего   | Всего | 45  | 2    |

### Голы за сборную США
| # | Дата           | Место                         | Противник                | Результат | Счет | Соревнование      |
| - | -------------- | ----------------------------- | ------------------------ | --------- | ---- | ----------------- |
| 1 | 1 июня 2014    | Ред Булл Арена, Гаррисон, США | Турция                   | 1:1       | 2:1  | Товарищеский матч |
| 2 | 13 ноября 2015 | Буш-стэдиум, Сент-Луис, США   | Сент-Винсента и Гренадин | 2:1       | 6:1  | ЧМ-2018 (отбор)   |